# Galeropsis desertorum
Galeropsis desertorum är en svampart som beskrevs av Velen. & Dvorák 1930. Galeropsis desertorum ingår i släktet Galeropsis och familjen Bolbitiaceae.   Inga underarter finns listade i Catalogue of Life.